# Carl Hester
Carl Hester (n. 29 iunie 1967, Sark, Guernsey) este un antrenor ce a reprezentat Regatul Unit al Marii Britanii și al Irlandei de Nord, medaliat olimpic. A participat la 6 ediții ale Jocurilor Olimpice (1992, 2000, 2004, 2012, 2016, 2020) în care a câștigat o medalie de aur.